# Butteaux
Butteaux – miejscowość i gmina we Francji, w regionie Burgundia-Franche-Comté, w departamencie Yonne.
Według danych na rok 1990 gminę zamieszkiwało 257 osób, a gęstość zaludnienia wynosiła 34 osoby/km² (wśród 2044 gmin Burgundii Butteaux plasuje się na 656. miejscu pod względem liczby ludności, natomiast pod względem powierzchni na miejscu 1073.).